# Orfeó Català
L'Orfeó Català és una societat coral fundada el 15 de setembre de l'any 1891 per Lluís Millet, Amadeu Vives i Aureli Capmany i va ser un orfeó capdavanter dins el panorama musical català. En el seu desenvolupament va arribar a ser un referent cultural fonamental en el panorama musical català del segle XX pel foment de la música catalana, així com per fer conèixer les grans obres del repertori coral universal. Com a entitat, va posar les bases per instaurar un moviment musical català a través de la creació de la Revista Musical Catalana (1904-1936), la Festa de la Música Catalana (1904) i la construcció d'un auditori propi: el Palau de la Música Catalana (1908), instruments necessaris, entre d'altres, per a la normalització de la vida musical, i que li van permetre liderar durant molts anys el món musical català.

## Les primeres passes

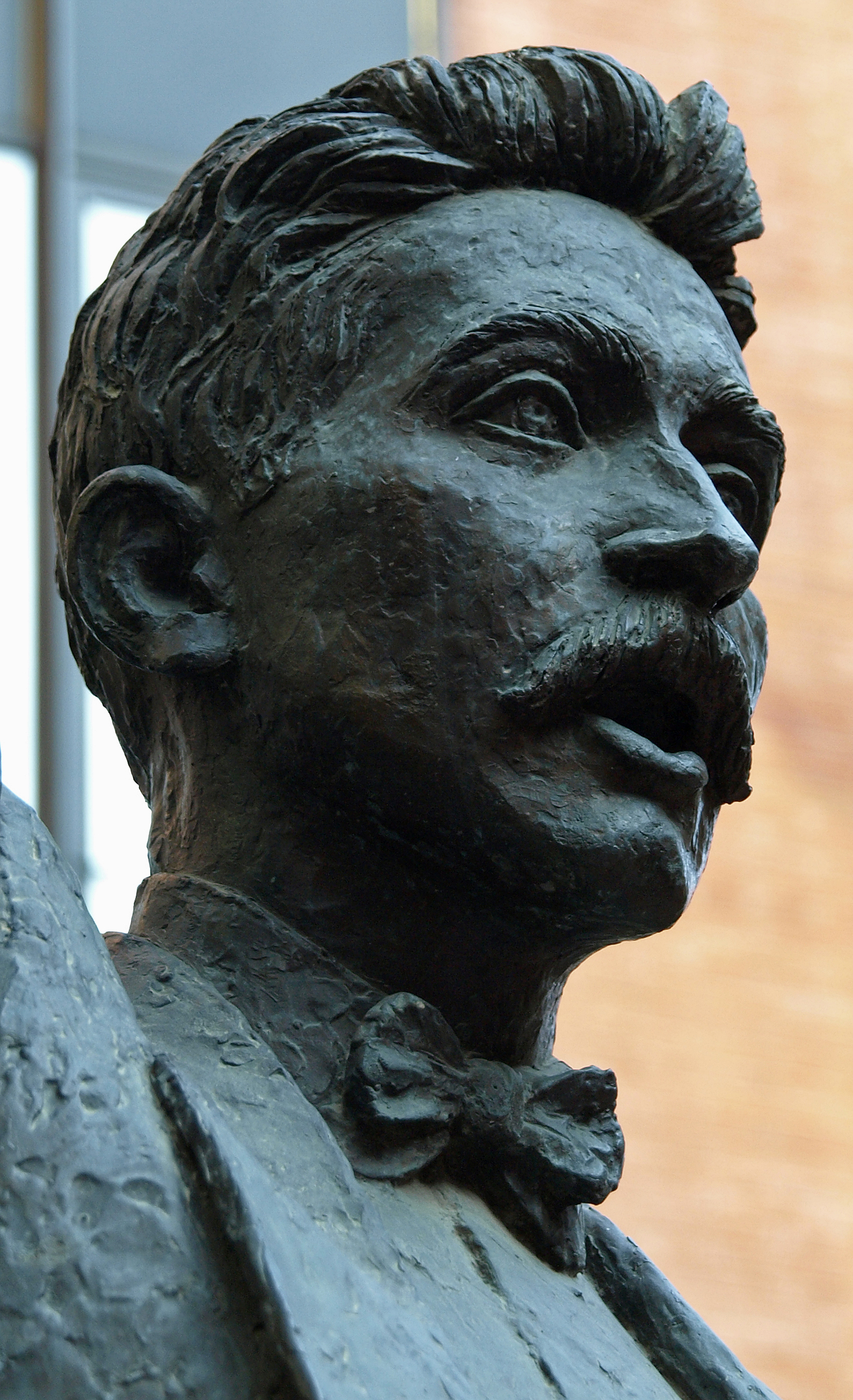
Escultura de Lluís Millet i Pagès fundador de l'Orfeó Català al Palau de la Música Catalana

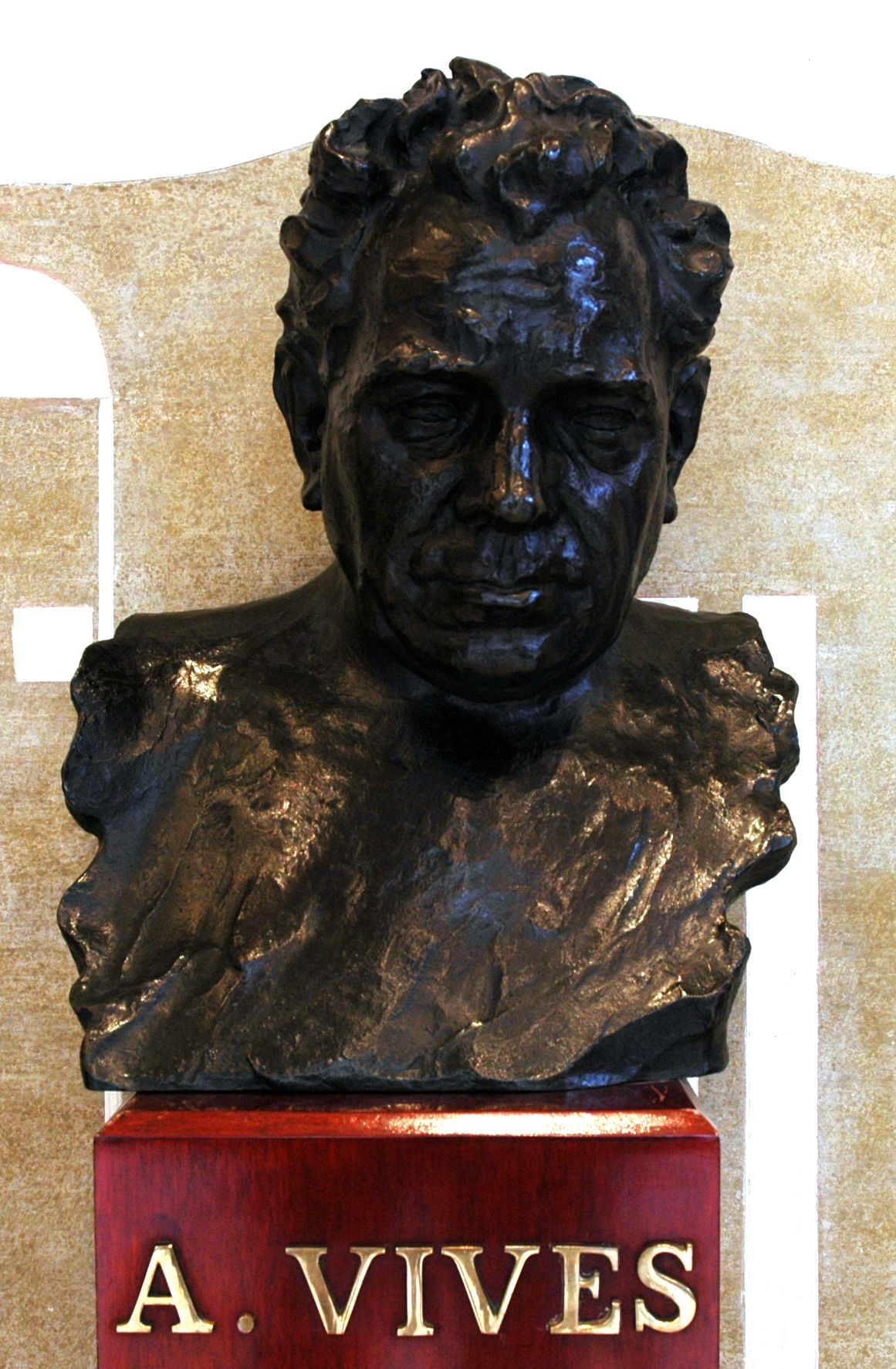
Escultura d'Amadeu Vives fundador de l'Orfeó Català al Palau de la Música Catalana

La idea i la creació de l'Orfeó Català es gestà durant els concerts que algunes societats corals estrangeres van realitzar a Barcelona, amb motiu de l'Exposició Universal de 1888. A més d'aquest estímul musical, hi ha dos elements més que van impulsar la creació d'aquesta entitat: el sentiment de catalanitat i lligat a aquest, la necessitat estètica i cultural de crear un estil propi, és a dir, una escola nacional. Va rebre el suport de l'industrial i mecenes Antoni de Paula Capmany.
La realització de l'associació es deu a un grup de joves entusiastes, concurrents assidus al Cafè Pelayo que solien reunir-se tots els dies a les taules agrupades al voltant del piano, i parroquians tots ells del cinquè pis del Liceu; discutint sobre les qualitats de les òperes i els cantants, van travar íntim coneixement amb els joves músics Millet i Vives, els quals van proposar la creació de l'Orfeó Català, idea que va ser acollida amb el major entusiasme.
Lluís Millet i Amadeu Vives són secundats per un grup de joves músics, com Enric Granados, Jacint Tort i Daniel, Joan Gay, Josep Lapeyra, etc., que col·laboraran estretament amb l'Orfeó Català en els primers anys. La majoria d'ells són socis fundadors o se'n faran en els primers mesos. Igualment, Vives i Millet, tingueren el suport de músics de més edat i prestigi com Antoni Nicolau, Felip Pedrell, Josep Rodoreda, Josep Garcia Robles i Claudi Martínez Imbert. El primer concert públic se celebrà el 1892 i fou organitzat per Antoni Nicolau.

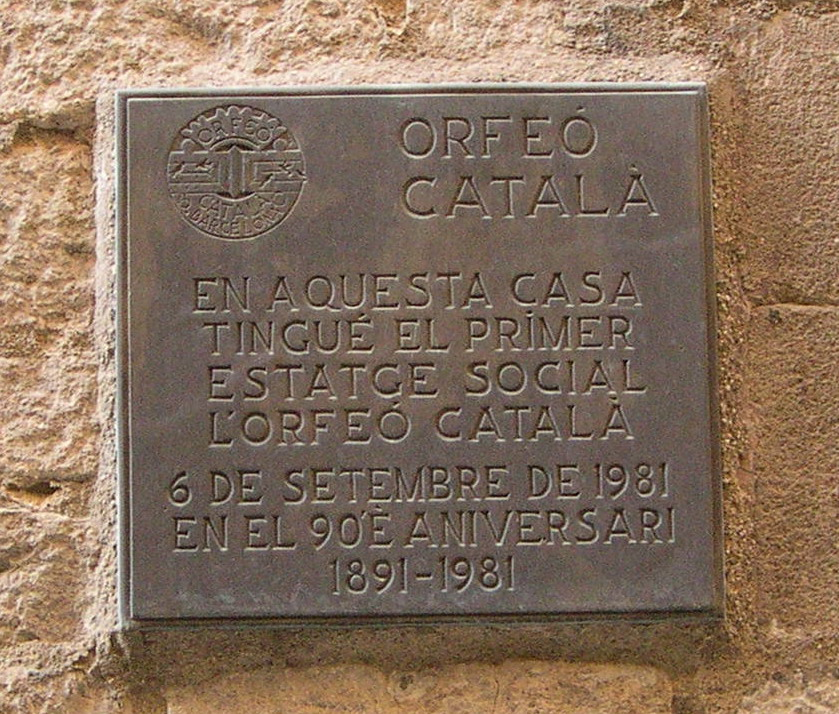
La primera seu de l'Orfeó va ser al carrer del Lledó 6, al barri de Sant Just de Ciutat Vella.

Pels pocs recursos de què disposaren en els primers temps, compartien, en condició de rellogats, el local que ocupava al carrer del Lledó 6 el Foment Catalanista, entitat creada per eixamplar la base social popular del Catalanisme.
El 1892 havia començat amb 65 socis i el 1893 tenia 79 socis i 50 coristes. A la Junta General del 23 de gener de 1893 són elegits directors perpetus Lluís Millet i Amadeu Vives, professor perpetu Josep Maria Comella i fou elegit per unanimitat president de l'entitat Joan Millet i Pagès, germà del mestre fundador, comerciant, i personalitat significada del catalanisme conservador. Joan Millet va ser un home dotat d'un gran esperit organitzador que contribuí molt positivament a rellançar l'Orfeó Català, tot aprofitant les coneixences i contactes amb personalitats del món econòmic i cultural català.
La primera audició oficiosa (de fet no actuaren amb el nom oficial per no tenir clar el resultat) de l'Orfeó Català s'esdevé el 5 d'abril de 1892 quan 30 cantaires actuaren a la Sala Estela (o Bernaggeri), a invitació del mestre Antoni Nicolau. Per aquesta primera interpretació s'escolliren dues peces: l'Ave verum de Mozart, compost cent anys abans de la fundació de l'Orfeó, i Boda d'aucells, de Josep Garcia Robles. Els coristes, tots homes, eren majoritàriament joves extrets del Centre Cultural de Sant Pere Apòstol, al que Vives estava vinculat, i de la colla dita Penya del Born, que es reunia al Cafè Pelayo. Eren majoritàriament dependents i treballadors artesans amb una certa cultura i afició musical.
El 31 de juliol de 1892 tingué lloc al Saló de Congressos del desaparegut Palau de Ciències de Barcelona el primer concert de l'Orfeó amb el següent programa:
| - Primera part - Himne Català Garcia Robles - Fulla d'album Amadeu Vives - Joguina Joan Gay - La Filadora Amadeu Vives - Els tres tambors Amadeu Vives - Danses Espanyoles Enric Granados - Ègloga: - a) Tot filant - b) Marxa de Pastors - c) Enyorances Lluís Millet - Santus Amadeu Vives | - Segona part - Caprici festiu Brunet - Coral a boca closa Lluís Millet - Jovenívola Lluís Millet - Ballet de Berga Francesc Alió - Ball del Ciri Francesc Alió - Ballades Joan Gay - La Fada de Roses Josep Lapeyra - La complanta d'En Guillem Amadeu Vives. |

Enric Granados executà ell mateix el piano. La premsa de l'època qualificà el concert de forma entusiasta i provocà la immediata participació de l'Orfeó en un concert celebrat el 19 d'octubre de 1892, amb la recentment creada Societat Catalana de Concerts. En aquesta nova audició, sol·licitada per Antoni Nicolau, s'interpretaren ja dos fragments simfònics: Fragments de Parsifal de Wagner i La marxa fúnebre de l'última escena de Hamlet de Berlioz. Comença així l'inici d'una línia estètica que l'Orfeó Català mantindrà en tota la seva trajectòria: la interpretació de la música wagneriana. El wagnerisme va irrompre a Barcelona de la mà de l'Associació Wagneriana i d'altres entusiastes entre els quals destacaren Felip Pedrell, Claudi Martínez Imbert i Joaquim Pena.
L'any següent es repetí el concert l'11 de juny cantant obres Grieg, Mozart, Gade i Mendelssohn, a més de diverses composicions de caràcter popular originals d'alguns compositors catalans. La premsa comença a elogiar la qualitat pel fet que s'imposi als orfeonistes el previ estudi del solfeig. Amb això aconsegueix fineses d'expressió molt difícils d'aconseguir quan la massa coral aprèn les obres d'oïda. El públic, que era molt nombrós, va premiar amb els seus aplaudiments
els verdaders progressos realitzats per l'Orfeó Català.

## Primera crisi
L'any 1893 fou un any difícil per a l'Orfeó Català i per al món artístic barceloní en general. El motiu fou la bomba que esclatà al Teatre del Liceu el dia 7 de novembre. Aquest fet, a més de motivar la tancada temporal del Liceu, va provocar en el públic una por generalitzada a assistir a espectacles, especialment en espais tancats. A aquests fets externs se n'hi afegeixen d'interns amb una crisi econòmica i d'identitat. Els socis marxen, els coristes falten als assaigs. La directiva prova de respondre fent més atractiva la vida associativa tot fomentant les activitats de lleure, i oferint una o dues sessions musicals al mes.
L'activitat artística de l'Orfeó durant el bienni 1893-1894 és irrellevant. La premsa no dona gaire informació del repertori treballat ni dels concerts fets, a excepció del segon concert de prova dedicat als socis protectors de l'any 1893, de l'estrena de L'emigrant, de Vives, l'any següent i dels concerts mensuals al Centre Empordanès de Barcelona al carrer Dufort 1. La crisi per la que travessa l'entitat, no s'entreveu a les crítiques, favorables totes, de la premsa.

## Consolidació
Joan Millet, va aconseguir en cada moment els ajuts necessaris perquè l'Orfeó Català sortís de la manca de recursos i s'instal·lés entre les entitats de més solvència de Barcelona. Durant la seva presidència, l'Orfeó viatjà a Niça (1897) i també al sud de França (1901), avançant personalment uns diners que l'entitat no posseïa; però el més important és el canvi estructural que es produeix en aquells anys en l'Orfeó Català, iniciat per Joan Millet i continuat per Joaquim Cabot i Rovira. L'Orfeó deixa de ser un grup d'amics, amb una dinàmica de funcionament horitzontal i assembleària, per esdevenir una organització més jerarquitzada en
base a les decisions directives.
El 18 de febrer l'Orfeó participa per primera vegada en la vetllada literària musical que celebrà la Lliga de Catalunya, i el 22 de febrer participa en una nova vetllada de la Societat Artística i Literària. Ambdós esdeveniments també són reflectits àmpliament en la premsa que enalteix al seu director Lluís Millet per l'extraordinària feina.
La crisi de definició sembla superada a partir de 1895, la invitació per participar en el concert dedicat a Grieg que l'Ateneu Barcelonès va organitzar el 21 de gener, marcarà la fi del període inicial de l'Orfeó i el començament d'una etapa molt esperançadora en la vida artística i institucional. La premsa assenyala l'èxit rotund de l'acte musical. En contrapartida Amadeu Vives deixava l'Orfeó per dedicar-se a la sarsuela.

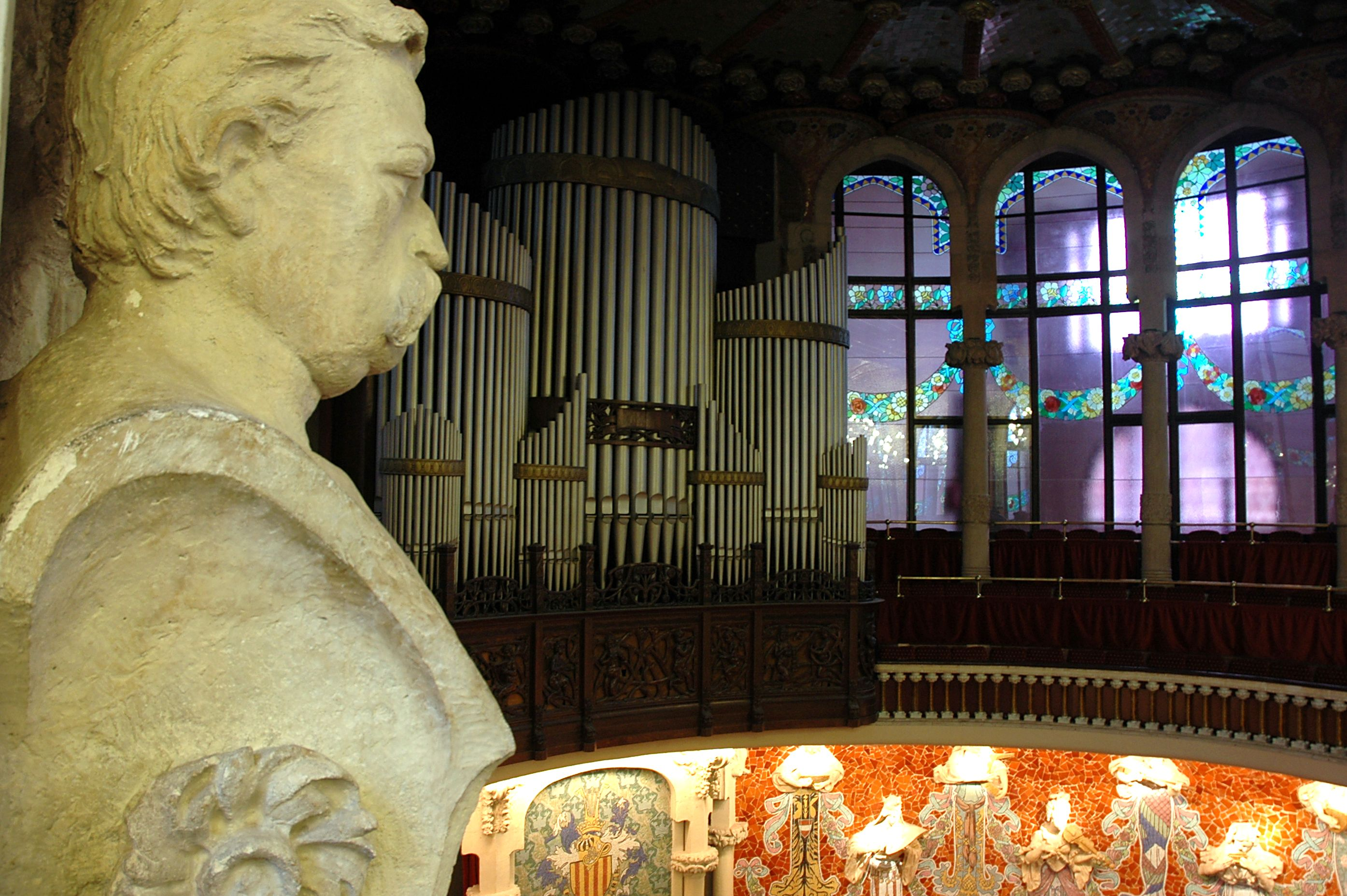
Bust de Josep Anselm Clavé al Palau de la Música Catalana. Lluís Millet n'era un admirador

El públic comença a valorar les peces del selecte repertori de l'Orfeó i manifesta el seu entusiasme davant de l'ajust, expressió i colorit amb què els cantaires interpreten les obres sota l'enèrgica batuta del seu intel·ligent director Millet. La figura de Lluís Millet, començava a ser identificada amb l'Orfeó Català i en aquest sentit cal entendre el seu nomenament com a subdirector de la Federació de Cors de Clavé. Les actuacions s'amplien fora de Barcelona, a Badalona, Ripoll, Sitges, Masnou... Però el 1895 va ser important per un altre esdeveniment: la vinguda a Barcelona de la Capella Nacional Russa i la col·laboració de l'Orfeó en alguns dels seus concerts.
Paral·lelament, comencen les relacions amb personalitats culturals i de prestigi catalanes: Adrià Gual, Santiago Rusiñol, Lluís Domènech i Muntaner, Josep Torras i Bages, etc., ampliant i diversificant els horitzons socials i culturals de l'associació. Com a prova, la invitació que fa el Cercle del Liceu, a través del seu president Albert Rusiñol (també present en la junta del Foment del Treball), per participar en un dels concerts que donarà la Capella Nacional Russa, en el primer centre musical de la ciutat. Aquesta invitació indica no solament la qualitat musical que es reconeix a l'Orfeó en aquests moments, sinó també la importància creixent que l'Orfeó comença a tenir en els ambients intel·lectuals i burgesos de la ciutat.
L'Orfeó Català havia començat com un orfeó només d'homes. El 1896 es fundà el cor de dones, sota la direcció d'Emerencia Wehrle i el mestre Josep Lapeyra, i ben aviat s'inaugurà una escola de música infantil. Les classes de dues hores als nenes eren diàries i gratuïtes. A partir d'aquest moment aconsegueix reunir de forma permanent un conjunt de veus mixtes (homes, dones, nens) necessàries per a la interpretació de qualsevol repertori simfònic coral. L'Orfeó Català haurà de lluitar per a aconseguir actuacions on hi puguin intervenir el cor de nens i sobretot el de dones. Cal remarcar l'excepcionalitat i el triomf que suposa artísticament i social, el fet que les dones fossin acceptades com a coristes en igualtat amb els homes, tant a l'Església com al teatre.
El 14 de març de 1896 organitzaren un concert al Teatre Principal en agraïment als socis protectors amb la col·laboració del distingit concertista de piano Enric Montoriol. El públic va sortir molt complagut.

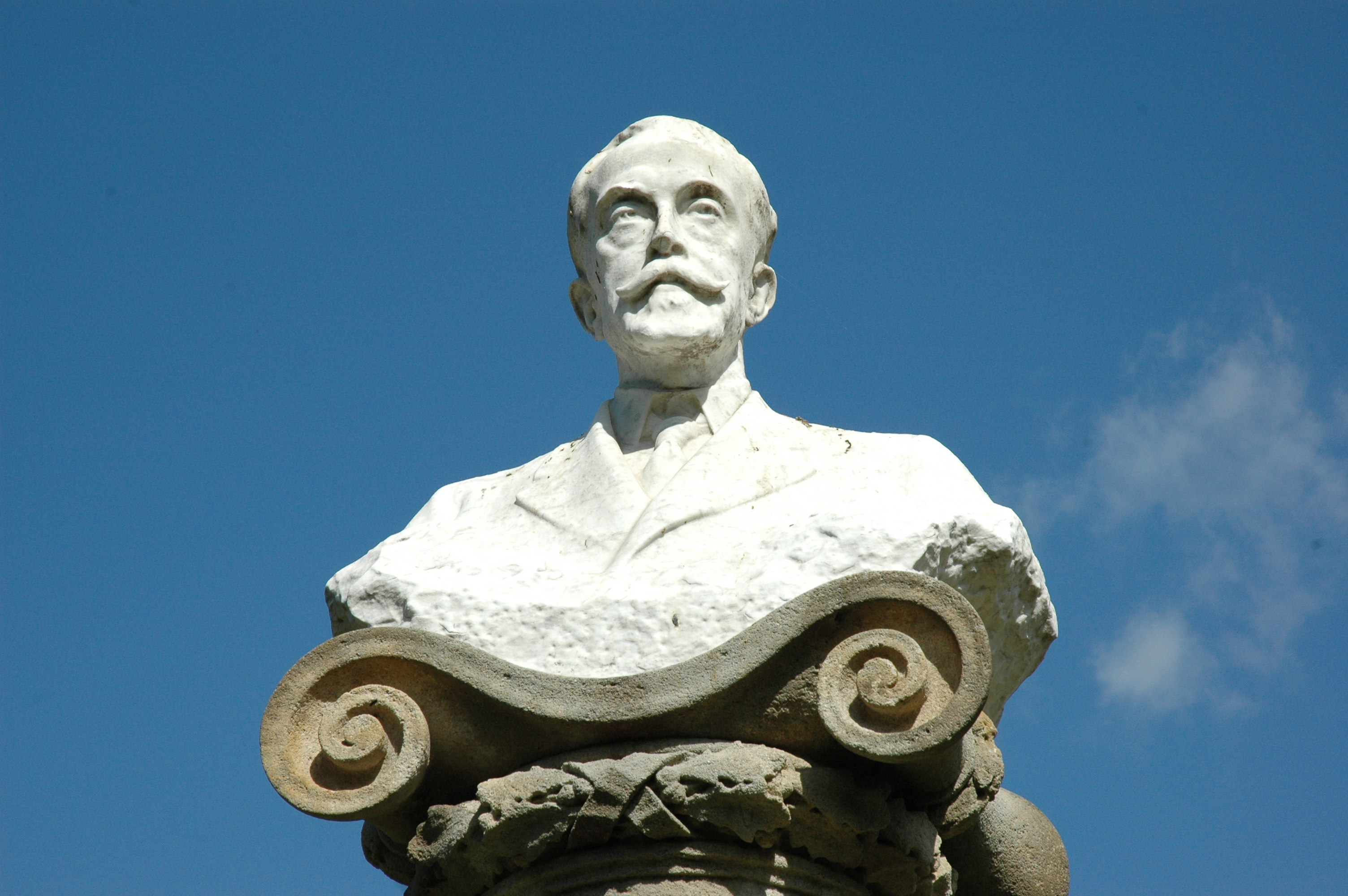
Estàtua de Joan Maragall, autor de la lletra de El cant de la senyera, al Parc de la Ciutadella, obra d'Eusebi Arnau

L'entitat i els seus dirigents comencen a tenir un projecte de futur, compten amb recursos econòmics suficients i amb el suport cada cop més ampli de la societat catalana, del món artístic i musical, del catalanisme unitari (representat encara per la Unió Catalanista) i dels sectors dirigents de l'Església Catalana. Aquest conjunt d'elements, venen reflectits de forma simbòlica en la necessitat de dotar-se d'un estendard propi: una senyera dissenyada per l'arquitecte catalanista Antoni Gallissà, i d'un himne El cant de la senyera, amb lletra de Joan Maragall i música del mateix Lluís Millet. El simbolisme amagat en ambdues obres i la voluntat de consagrar-les a Montserrat, l'11 d'octubre de 1896 pel bisbe de Vic, Josep Morgades, un dels bisbes més representatius del procés d'adaptació de l'Església Catalana a l'estat liberal, i també de la defensa de la llengua catalana, constitueixen les peces claus del simbolisme i ideals que representarà a partir d'aquell moment l'Orfeó Català. L'esdeveniment va congregar a Montserrat una gernació i es va caracteritzar per un gran fervor religiós i patriòtic. Des d'aquest moment, i sempre que se li va permetre, l'Orfeó iniciarà els seus concerts amb El cant de la senyera. També aviat, les actuacions de l'Orfeó acabaran amb Els Segadors, que comencen a tenir una dimensió extramusical.
L'any 1897, l'entitat ja compta amb 400 socis. El nombre de coristes ja era de 100, i tot plegat fa que sigui necessari trobar un local més espaiós i adient a les noves necessitats i al relleu social adquirits. La nova seu s'establí a la Casa Moixó, a la plaça de Sant Just.
L'Orfeó Català comença a esdevenir un símbol del Catalanisme mitjançant la cançó popular. Les visites periòdiques a les poblacions catalanes, van contribuir a la creació d'orfeons i cors locals, que seguiren la seva empremta musical i catalanista. En aquells moments, l'Orfeó Català segueix el programa de la Lliga Regionalista i la seva estratègia moderada i possibilista respecte al fet nacional català. L'entitat es vincula a l'evolució social del catalanisme polític, amb un posicionament ideològic conservador i religiós. L'Orfeó va respondre a les esperances dipositades i va esdevenir un dels símbols més representatius d'aquell catalanisme ideal que es reflecteix en la Unió Catalanista i en les Bases de Manresa.
Al llarg de 1896, l'Orfeó realitzarà més de 18 concerts, a Barcelona i comarques, circumstància que es repetirà l'any 1897. A poc a poc es converteix en símbol de Catalunya, especialment en els moments de dificultats i enfrontaments polítics, dels que l'Orfeó es mantindrà quasi sempre al marge. L'Orfeó Català no era una institució pública, però en feia les funcions, potser d'una manera més arreladament nacional que cap altra institució. A partir de 1900, no hi va haver cap acte una mica important de Barcelona en què la col·laboració de l'Orfeó no es considerés indispensable.

## Ideari de Lluís Millet
Lluís Millet es va dedicar tan apassionadament a l'Orfeó que l'ideari del mestre va ser el propi de l'entitat. Fou un home complex i contradictori, actiu i eficaç, apassionat i lliurat plenament a l'obra de l'Orfeó. Profundament religiós i conservador, tanmateix, sempre va pensar i actuar a favor de l'home i del poble dels senzills i els humils, i no pas dels poderosos. Millet va saber transmetre a l'Orfeó Català la triple finalitat que va guiar tota la seva vida: una esforçada ambició artística, moral i patriòtica. Així, els grans pilars entorn dels quals giraran les creacions musicals de l'Orfeó dirigit per Millet seran el cant popular, expressió i mostra d'un veritable art català, el cant religiós i les grans obres polifòniques de valor universal.
Un dels pilars de l'Orfeó era la interpretació de música religiosa, d'acord amb l'ideari de Millet. Sota la seva direcció, l'entitat va participar en innombrables actes religiosos i una part dels seus grans èxits pertanyen a aquest camp. Un dels primers va ser la Missa del Papa Marcel de Palestrina, a la que seguiren obres de Victòria, Händel, Haydn, fins a arribar a la primera audició als Països Catalans de la Passió segons sant Mateu de Bach.
Formà el seu repertori bàsicament amb cançons populars catalanes harmonitzades i amb polifonia renaixentista, clàssica i barroca i amb les grans obres simfonicovocals de Bach, Händel (El Messies), Haydn (La creació, Les estacions), Mendelssohn, Beethoven (Missa solemne), etc., que ha interpretat sempre amb el text en versió catalana.

## Projecció internacional
El cor d'homes va viatjar per primera vegada fora de les fronteres catalanes i peninsulars, per participar en el Concurs Internacional d'Orfeons celebrat a Niça els dies 20 i 21 de novembre, de 1897. Van guanyar el primer premi de lectura a vista, el segon d'execució i el tercer premi del concurs d'honor, mentre que Lluís Millet fou distingit amb una menció d'honor per la seva direcció, premi que consagrava a ulls de tothom el treball artístic realitzat, i que li obria les portes als contactes musicals europeus. En tornar a Barcelona, els reconeixements i homenatges, tant a nivell popular com de caràcter institucional es multipliquen.

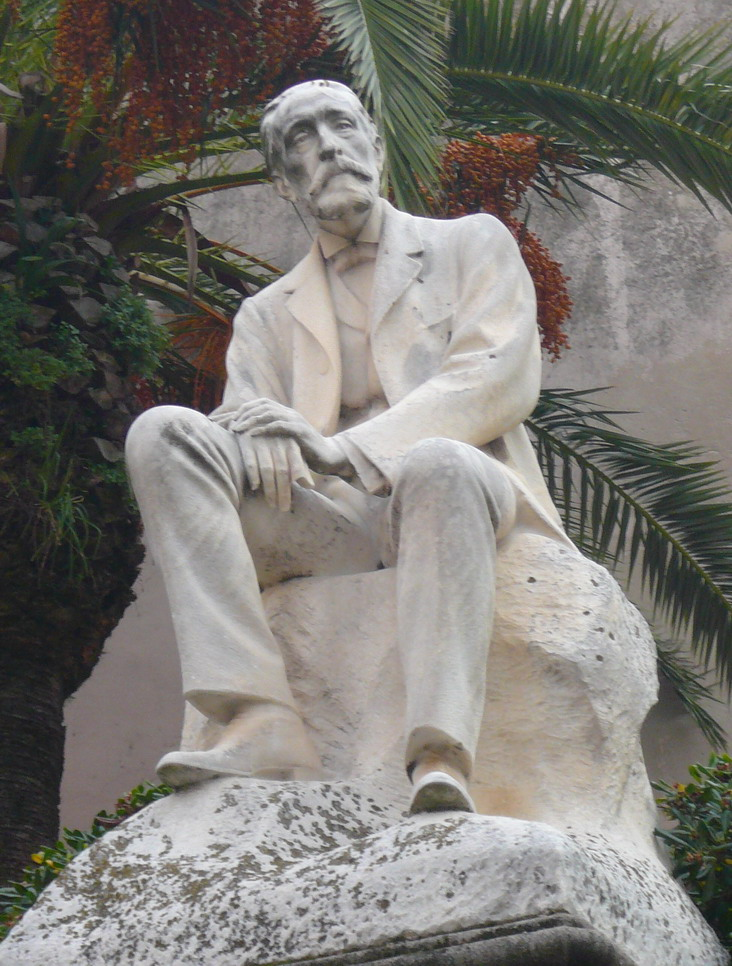
Monument al Dr. Robert a Sitges

A partir d'aquest moment, l'Orfeó serà sol·licitat per tots els grups i tendències de la societat catalana, i va creixent el nombre de socis de l'Orfeó Català. Es produeix l'entrada de molts socis protectors que representen diversos sectors del món cultural: des d'artistes catòlics conservadors, com els germans Josep i Joan Llimona, a republicans de prestigi com Josep Maria Vallès i Ribot, sense oblidar elements burgesos compromesos en establir el pont de contacte entre aquest sector i el catalanisme, com Joaquim Cabot i Rovira, el qual poc temps després d'ingressar a l'entitat es convertirà en un dels elements claus. També s'incorporaren definitivament els elements eclesiàstics compromesos amb el catalanisme ideal i catòlic, l'entrada com a protector de Josep Torras i Bages explicita el suport incondicional de l'Església Catalana vers l'Orfeó Català. Totes les personalitats artístiques que visitaven per Barcelona passaven per l'Orfeó, entre ells podríem citar a Richard Strauss, Vincent d'Indy, Charles Bordes, Raoul Pugno, Sarah Bernhardt, etc.
L'any 1899, enmig de la crisi general per la pèrdua de les colònies, l'Orfeó farà una de les campanyes més importants a comarques, visitant Mataró, Sant Feliu de Codines, Vilanova i la Geltrú i Figueres. A Camprodon, la visita es feu en atenció i homenatge al Dr. Robert que hi estiuejava, patrici que despuntava com una gran promesa del catalanisme. El mateix any també visitarà Palma, acomplint un dels objectius més desitjats del catalanisme unitari: contactar i lligar bones relacions amb els territoris de parla catalana.

## Crisi per la guerra cubana
L'Orfeó Català sempre va tenir una actitud prudent en el context social i polític dels moments conflictius o de crisi. Durant l'any de 1899, amb la participació catalana en el projecte Silvela-Polavieja i posteriorment amb l'ampli moviment social de protesta i afirmació generat pel tancament de Caixes, hom aprecia una actitud compromesa (encara que no unànime), en les decisions de la junta directiva, pel que fa al suport de l'entitat a les personalitats i valors d'identitat catalana, acusats i difamats per alguns diputats, per la premsa i pels polítics madrilenys.
En el context traumàtic de la reorganització de la hisenda estatal, per fer front a les despeses de liquidació de la guerra cubana, s'esdevé un episodi entre l'Orfeó Català i la Hisenda Pública. Aquesta demandava el pagament d'una contribució industrial a l'Orfeó en concepte de beneficis per les classes de solfeig que s'hi impartien. La negativa de l'entitat, venia justificada pel fet que tal activitat no era lucrativa i, per tant, ni devengava beneficis, ni havia de ser objecte de contribució. Hisenda no va voler atendre a raons i va decretar un embargament a l'Orfeó Català. La directiva va acceptar el repte, assessorada per l'advocat Raimon d'Abadal i d'altres professionals destacadament catalanistes, a arribar fins a les últimes conseqüències, i va convertir el fet fiscal en un fet polític, que posés en evidència un cop més l'esperit de persecució contra Catalunya, per part del centralisme espanyol. Quan els representants del fisc es presentaren a fer efectiu l'embargament, només trobaren la senyera i altres guardons i objectes simbòlics del que representava l'entitat per a Catalunya. El governador civil va cercar una solució de compromís a la que s'hi neguaren els directius de l'Orfeó Català. L'Ajuntament de Barcelona actuà de mitjancer pagant la multa imputada a l'entitat i desembargant la senyera i els altres objectes confiscats.
El 1901, després de la normativa governamental de prohibir Els Segadors, obliguen a desestimar certes actuacions al llarg de l'any per les imprevisibles repercussions que qualsevol manifestació del públic assistent als concerts pogués generar. L'objectiu era evitar una suspensió governativa o sancions que perjudiquessin les actuacions i desplaçaments.
L'entitat segueix intentant conviure entre totes les opcions del catalanisme. Participa per una banda en l'homenatge pòstum del bisbe Josep Morgades, que acabava de ser fustigat des de Madrid per la seva Pastoral en favor de l'ensenyament del catecisme i la predicació en català, i per una altra en la vetllada necrològica del federalista Pi i Margall. Malgrat les desavinences en el si del catalanisme, el centralisme és l'enemic comú, contra el qual s'ha de lluitar, aquesta idea és una opinió generalitzada, que és viscuda en qualsevol situació quotidiana, com una lluita col·lectiva.

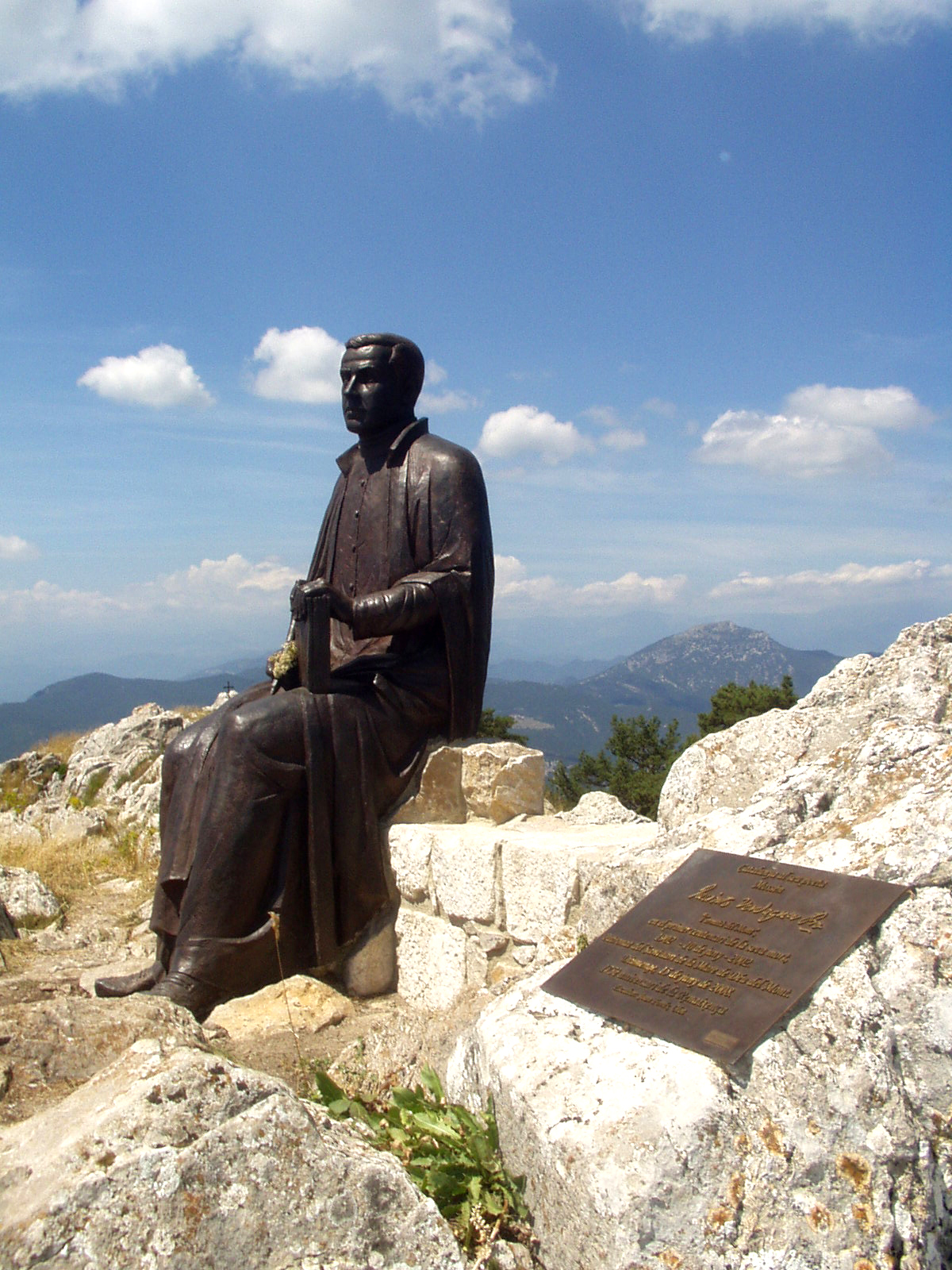
Escultura dedicada a Jacint Verdaguer al cim de la Mare de Déu del Mont

L'any 1902, va ser particularment dramàtic per al Catalanisme per la sobtada mort del Dr. Robert, amb qui s'havien dipositat tantes esperances, i també per la llarga malaltia i mort del gran poeta mossèn Cinto Verdaguer. L'Orfeó Català, va participar activament en tots els actes que tant la Lliga com la Unió (així com altres entitats), van organitzar en homenatge a les dues personalitats desaparegudes. En el cas de mossèn Cinto, l'actuació es va centrar en la figura humana del poeta col·laborador i amic, i participaren al llarg de l'any en totes les iniciatives que se li oferiren per homenatjar-lo.
L'Orfeó va intentar potenciar l'obra dels compositors locals amb la Festa de la Música Catalana. La primera edició fou el 1904, i en aquesta primera convocatòria hom promogué una sèrie de premis dedicats a la música coral religiosa i popular. A partir de la tercera
Festa (1906), s'afegeix un premi de l'Associació Musical, destinat a una composició per a orquestra de corda, a la que s'hi aniran sumant altres novetats en les properes convocatòries. A partir de 1907, donades les dificultats econòmiques de l'entitat (derivades de la construcció del Palau de la Música Catalana), hom decidirà espaiar-les i fer una convocatòria cada dos anys. En línies generals la trajectòria de l'Orfeó Català, respon a la línia innovadora que reclamava el modernisme, malgrat que la seva tàctica no va ser mai restrictiva, sinó possibilista, i que a més no va formar part, estrictament, del cercle modernista, per rebutjar l'actuació radical d'aquell sector.

## Construcció del Palau

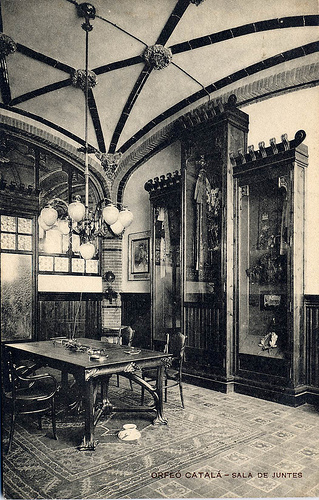
Sala de juntes de l'Orfeó al Palau, imatge de 1910

L'any 1908 es construeix el Palau de la Música, el nou auditori i casal de l'Orfeó Català, que comportava un fort simbolisme del que representaven les aspiracions artístiques del moment i en el qual van col·laborar els artistes plàstics més importants del moment, dirigits per l'arquitecte Domènech i Montaner.
Participa anualment en el nadalenc Concert de Sant Esteve, creat el 1913 i celebrat al Palau de la Música Catalana. L'any 1914, l'Orfeó Català feu un memorable i reeixit viatge a París i a Londres al costat de La Principal de Peralada que acompanyava els seus cants, amb Josep Serra i Bonal com a director.
Com a entitat cultural molt influent a Catalunya, va ser objecte de la repressió durant la Dictadura de Primo de Rivera. Al 1925, el FC Barcelona havia organitzat un partit amb el CE Júpiter, com a homenatge a l'Orfeó Català pels seus èxits i tot seguit, el 23 de juny, se li va prohibir l'activitat mentre no manifestés la seva «palmaria manifestación de su adhesión a la unidad de la pàtria única e intangible».
El 1936 Albert Bastardas i Sampere va entrar a la presidència de l'Orfeó Català fins al 1939, que va marxar a l'exili a causa de la Guerra Civil Espanyola.
L'Orfeó ha actuat als principals centres musicals d'Europa i Amèrica del Sud, col·laborant amb prestigioses orquestres i ha estat dirigit, entre d'altres, per Richard Strauss, Camille Saint-Saëns, Sergiu Comissiona, Pau Casals, Antoni Ros Marbà o Zubin Mehta. El seu actual director és Simon Halsey.
L'any 1999 consolidà el seu vessant pedagògic i formatiu amb la fundació de l'Escola Coral de l'Orfeó Català, que és l'encarregada de procurar una formació vocal i musical completa als futurs cantaires de l'Orfeó.
Actualment, l'Escola Coral de l'Orfeo Català està formada per cinc cors diferents: el Cor de Petits, el Cor de Mitjans, el Cor de Noies, el Cor Jove i Cor Infantil. Aquest darrer va ser fundat, i dirigit fins al 2008, per Elisenda Carrasco i Ribot. Des d'aleshores Glòria Coma i Pedrals n'és la directora i Pau Casan el pianista, actuant arreu de Catalunya, a la resta de l'Estat espanyol i Europa.

## Premis
L'any 1984 fou guardonat amb la Creu de Sant Jordi i el 2006 amb el Premi Nacional de Música per la seva activitat de l'any 2005, per renovar i reunir en les seves realitzacions corals l'escola i l'escenari, ambdós guardons concedits per la Generalitat de Catalunya.

## Directors
| #  | Nom                         | Nom | Anys        | Observacions                                                              |
| 1  | Lluís Millet i Pagès        |     | 1891 - 1941 |                                                                           |
| 2  | Francesc Pujol i Pons       |     | 1941 - 1945 |                                                                           |
| 3  | Lluís Maria Millet i Millet |     | 1945 - 1977 |                                                                           |
| 4  | Lluís Millet i Loras        |     | 1977 - 1981 |                                                                           |
| 5  | Simon Johnson               |     | 1981 - 1983 | Mestre preparador                                                         |
| 6  | Salvador Mas Conde          |     | 1983 - 1985 |                                                                           |
| 7  | Simon Johnson               |     | 1985 - 1988 |                                                                           |
| 8  | Jordi Casas Bayer           |     | 1988 - 1998 |                                                                           |
| 9  | Josep Vila i Casañas        |     | 1998 - 2015 |                                                                           |
| 10 | Simon Halsey                |     | 2015 - 2022 | Entre 2019 i 2022 és el director artístic del Palau de la Música Catalana |
| 11 | Pablo Larraz Dalmases       |     | 2019 - 2025 |                                                                           |
| 12 | Xavier Puig i Ortiz         |     | 2025 - ...  |                                                                           |